# Pair-aidance
La pair-aidance est une trajectoire de rétablissement qui repose sur une entraide entre personnes étant ou ayant été atteintes d'une maladie somatique, psychique ou vivant une problématique sociale.
Si le domaine de la psychiatrie en fut précurseur, on considère aujourd'hui plus largement comme « pair-aidant » un individu ayant vécu les situations subies par et/ou faisant encore partie d'un groupe stigmatisé ou minoritaire, et souhaitant apporter son aide dans les situations qu'il connaît, envers une communauté pour laquelle il se sent concerné et par laquelle il est au moins théoriquement accepté ; On trouve ainsi des pair-aidants dans des domaines aussi variés que la maladie (somatique ou psychique), la toxicomanie, la grande précarité, le stress post-traumatique ou encore la prostitution.
Cette pratique est de plus en plus recommandée dans le cadre de l'autonomisation des patients en santé mentale, d'une amélioration du respect des droits de l'homme en santé mentale ainsi que d'une condition pour accomplir l'idée de rétablissement en santé mentale (officiellement depuis 2005 au Québec, en lien avec plusieurs universités).
La pratique peut se faire dans le cadre plus ou moins formels et encadrés (centres médicaux, associations, groupes d'entraide ...)

## Histoire
L'entraide existe depuis que l'humanité existe, mais la notion de pair-aidance semble s'être formalisée et développée aux États-Unis dans les années 1970, dans le contexte de la vague d'une révolte de patients envers les pronostics fatalistes de médecins et avec une volonté de reprendre le pouvoir sur leurs vies.
La pair-aidance a continué à se développer en Amérique du Nord. Apparentée ou associée à la psychothérapie, elle est dans certains pays (Canada par exemple) devenue un métier reconnu, de soutien à la prévention, à la guérison et à la réadaptation, explicitement incluse et valorisée dans certaines stratégies nationales (ex : Plan d’action interministériel en santé mentale 2022-2026 ; Programme québécois pour les troubles mentaux ou PQPTM). Aux États-Unis, l'Obamacare a permis que le pair aidant soit remboursé par les compagnies d'assurances.
Dans ces cas, le pair-aidant est une personne qui a transformé son expérience vécue en savoir expérientiel, mais qui a aussi reçu une formation complémentaire, et généralement effectué des stages de pair-aidance (préparant par exemple au travail en contexte hospitalier).

## Principes
Si le médecin peut soigner la maladie d'une personne, seule celle-ci peut en définitive accéder au rétablissement, car il relève du devenir de la personne en question, contrairement à son pronostic. Puisque seule la personne peut « se rétablir », il importe que les médecins reconnaissent le savoir expérientiel des patient-es, et promeuvent leur autonomisation.
Les pair-aidants sont des personnes qui accompagnent les personnes concernées dans leur rétablissement, suivant la notion de Rétablissement en santé mentale.
La pair-aidance affecte la reconstruction de la personne dans toutes les dimensions de sa vie, personnelle, affective et sociale, professionnelle, spirituelle, citoyenne, des autosoins à une démarche plus systémique de psychothérapie.

### Les trois piliers de la pair aidance[4],[5],[6]
Des auteurs comme : Bonnami (2019) Burke & al. (2018) ; Céphale & al. (2019) ; Cloutier & Maugiron (2016) ou encore Vignaud (2017) ont identifié trois concepts sur lesquels reposent la pratique de la pair-aidance : le rétablissement, les savoirs expérientiels et l’espoir.

## Les missions du pair aidant
Collaborer avec les professionnels, ce n’est pas toujours facile pour le pair-aidant. Il s'agit de trouver sa place auprès des soignant-es, et pour les soignants, de lui laisser une place. En effet le pair-aidant va passer de statut de patient, usager… à celui de collègue : « il va passer de l’autre côté de la vitre » (Petit, 2021, p 44). Dujardin et Jamoulle (2017) rapportent que l’intégration des pairs-aidants au sein des institutions a engendré des troubles, notamment par la confrontation entre les savoirs académiques détenus par les professionnels et les savoirs expérientiels des pairs-aidants.
Aider les pairs : le pair-aidant se retrouve dans le principe du don et du contre don, il a été aidé quand il en avait besoin et souhaite venir en aide, maintenant qu'il va mieux.
S’engager dans une relation : Bastin et al. (2018) décrit l’ambivalence de cette relation qui doit à la fois permettre la mise en place d’une confiance réciproque, et être assez distante pour prévenir l'identification entre l’aidant et l’aidé. En effet les problèmes ou encore la souffrance de l’un ne doit pas devenir celle de l’autre.
Communiquer : c'est-à-dire savoir écouter, échanger, partager, questionner et être questionné-e.
S’informer : Petit (2021) précise que cette idée divise les pairs-aidants. En effet certains identifient une plus-value à maîtriser les pathologies et la pharmacologie dans la compréhension de la situation de l’aidé, alors que d’autres estiment que la formation aux savoirs académiques risque de leur faire perdre leur authenticité, issue des savoirs expérientiels.
S’aider soi–même : faire des allers-retours sur sa propre histoire et sur la situation de l’aidé, pour mieux aider l’Autre et se comprendre soi-même. Dans cette perspective, Dujardin et Jamoulle (2017) préconisent la mise en place d’un espace de consultation et de supervision pour le pair-aidant, qui constitue une « soupape de sécurité » quand le travail d’introspection est difficile.

## Communication et langage«aidant»
Souvent, le langage employé dans le contexte médical est dépendant d'un rapport de pouvoir, et peut être susceptible de rendre pathologiques des réponses normales à des évènements considérés par la personne comme traumatiques.
Il est recommandé au pair-aidant de définir la personne aidée selon des termes non-stigmatisants (la personne victime d'une expérience douloureuse ou d'un handicap ou d'autres facteurs d'exclusion sociale a souvent tendance à s'auto-accuser ou s'« auto-stigmatiser ») et choisis par celle-ci, de ne pas formuler de pronostics définitifs quant à la condition de la personne ou à son obligation de médicamentation et de consultation médicale, et d'utiliser un langage aux structures ouvertes plutôt que fermées en se référant à ces sujets. Le pair-aidant cherche à établir une relation d'égal à égal avec le pair-aidé, et ce, en partageant avec ce dernier des éléments de son vécu personnel en tant que personne en rétablissement.

## Les bénéfices de la pair-aidance
D'après certaines études à confirmer par des revues de la littérature ou des revues systématiques plus récentes, les potentiels bénéfices de la pair-aidance peuvent être :
- Augmentation de l'espoir et de l'inspiration[9] ;
- Sentiment que le traitement est inclusif et approprié aux besoins[10] ;
- Augmentation de l'empathie et de l'ouverture[11],[9] ;
- Augmentation du soutien social et du fonctionnement social[12],[13],[14],[15],[16];
- Augmentation des indicateur de l'autodétermination[17],[14] ;
- Augmentation du sentiment de contrôle sur sa vie et de sa capacité de faire des changement[10] ;
- Estime de soi et confiance accrue[10],[18] ;
- Augmentation de l'engagement dans l'autogestion et le bien-être[10] ;
- Diminution des symptômes psychotique[10] ;
- Diminution de la consommation de substances et de la dépression[10] ;
- Diminution du taux d'hospitalisation et maintien accru dans la communauté[10],[19],[20].

Une compilation des différents articles que l'on peut trouver sur les plateformes Pubmed ou Google Scholar a été réalisée par l'association Pair-aidance Québec.

## La formation à la pair-aidance

### En France[22]

#### Formation universitaire parcours Licence
- Licence professionnelle Sciences Sanitaires et Sociales (SSS), Parcours : Médiateurs de Santé-Pairs , CCOMS et Université Bobigny-Paris 13, Paris ;
- Licence professionnelle Intervention sociale accompagnement de publics spécifiques : Médiateur de santé-pair, Université de Bordeaux.

#### Formation universitaire type DU
- DU « Pair-aidance professionnelle en psychiatrie et santé mentale », Faculté de médecine de l’Université Grenoble Alpes ;
- DU « Pair-aidance croisée : théories et pratiques situées » , Université de Tours ;
- DU « La pair-aidance dans la médiation en santé mentale », Aix-Marseille Université, conçu par ESPER Pro et le Centre de Formation au Rétablissement (CoFoR) ;
- DU « Formation à la pair-aidance professionnelle pour favoriser le rétablissement en Santé Mentale”, à Limoges, en partenariat avec le CH Esquirol ;
- DIU “Construire le partenariat patients- professionnels”  qui forme en binôme Professionnel de santé et Patient/Usager, Université de Bretagne Occidentale ;
- DU de Pair-aidance en santé mentale et neurodéveloppement , Université Claude Bernard Lyon 1.

#### Formation par des associations
La formation et un parrainage pour devenir pair aidant, peuvent être proposés par des associations. Par exemple la Maison Des Personnes handicapées de Seine-et Marne, précise dans sa page d’accueil les missions du pair-aidant et la nécessité pour lui d’être parrainé par une structure ou une association de pair-aidance.
La startup Tomo propose également la sélection et la formation (certifiée QUALIOPI) de pairs aidants.  Leur sélection des patients aidants est la plus sécurisante de l’écosystème afin de permettre à leurs utilisateurs d’échanger avec des interlocuteurs formés et encadrés, pour être en mesure de les aider au mieux. La sélection se fait d’abord en amont puis en continue tout le long de l’exercice de leur pratique.
Emmanuel Foy de l'association PAGO répertorie également les différentes formations.

### Amérique du Nord
Un diplôme sur la pair-aidance et le rétablissement en santé mentale est proposé. Il a été élaboré en partenariat avec la faculté de l'éducation permanente de l’Université de Montréal, Canada et celle de l'Université de Yale, Etats-Unis.

## Des avantages à la formation pair-aidance?
Selon Petit (ibid.), la formation à la pair-aidance constitue un réel avantage pour les futurs pairs-aidants en santé mentale. La formation leur permet d'acquérir les bases utiles pour devenir pair–aidant, d'avancer dans la connaissance de soi et de créer des liens sociaux. 
« Se former pour devenir pair–aidant » signifie pour commencer que les personnes en formation vont prendre conscience qu’ « un cercle vertueux se crée : se rendre compte de l’impact d’un pair-aidant auprès des patients renforce l’envie de devenir pair-aidant ». La formation leur permet aussi d’appréhender les difficultés qu’ils peuvent rencontrer lors de leurs missions et donc se sentir renforcés.
Elle contribue, pour les futurs pair-aidants, à « acquérir une connaissance de soi » : à travers les contenus de la formation, les personnes sont amenées à poser un regard réflexif sur leur propre parcours de santé et de soins, à réaliser un travail d’introspection sur leur maladie et leur rétablissement. Cela permet à chacun-e de « se (ré-)approprier son vécu, son parcours de vie et d’en avoir une vision plus positive » (ibid., p 38). 
Enfin, en ce qui concerne « créer des liens sociaux » Petit explique que « ce soutien créé permet de surmonter les moments de vulnérabilité pouvant être déclenchés par la formation. Se former à la pair-aidance permet de s'ouvrir à l'autre et de se réintégrer socialement » (p 40).
Il suggère également que les compétences acquises en formation pourraient permettre aux pairs-aidant de prétendre à rémunération. Néanmoins pour le moment il n’y a pas encore consensus en France sur ce statut et la reconnaissance par la formation, que certains jugent paradoxale au sens où les savoirs sur lesquels s'appuient la pair-aidance sont issus justement de l'expérience et non d'un apprentissage formatif conventionnel. Maurice et al. (2020) répondent que la formation à la pair-aidance ne constitue pas un paradoxe, au sens où elle permet au futur pair-aidant non pas tant d'acquérir que de valoriser son savoir expérientiel, et de l'ajuster aux contextes en vigueur pour mieux venir en aide aux pairs-aidés.

## La pair-aidance en France

### Le milieu institutionnel
LA HAS dans une fiche datant de 2023 déclare que le recours à des pairs-aidants est « particulièrement pertinent pour entrer en lien avec les personnes en situation de grande précarité et présentant des troubles psychiques car elles sont souvent très éloignées des soins et des dispositifs d’accompagnement ». Elle semble soutenir l'intégration des pairs-aidants dans différents établissements de soins mais souligne que « leur action est complémentaire à celle
des professionnels et ne s’y substitue pas ».
En France et en Belgique, on retrouve ce qu'on appelle plus couramment « Médiateur de santé-pair » dans des structures de réhabilitations,. Un carnet destiné aux usagers a été rédigé par des pairs-aidants exerçants dans une clinique bruxelloise.
Aussi une fiche a été éditée par le GHU Parissur la pair-aidance au sein de son établissement, dans l'article il est noté que le métier de pair-aidant différents noms ce qui n'aide pas pour s'y retrouver : 
« Médiateurs de santé pairs (principalement dans le domaine de la santé mentale et de la psychiatrie), 
Accueillants (principalement en addictologie), 
Patients experts (pour des maladies chroniques dans le cadre essentiellement de l’éducation thérapeutique du patient : cancérologie, diabétologie, néphrologie, etc.) ».

### Les associations

#### PAGO
L'association des pair-aidants du Grand-Ouest regroupe les acteurs de la pair-aidance de la région Grand-Ouest en ayant pour but de rassembler, promouvoir et représenter cette profession. L'association est reconnu par le CReHPsy des Pays de Loire, ses objectifs sont de renforcer les liens entre les pairs-aidants du Grand-Ouest, s'entraider via l'intervision et la formation. 

### Vidéographie
Jean-François Pelletier, « Conférence : Pair-aidance et auto-soins en santé mentale », 20 octobre 2022 (consulté le 4 décembre 2022)